# Ramblin' on My Mind
Ramblin' on My Mind è una canzone blues di Robert Johnson.

## Il brano
La canzone parla dell'impossibilità per Johnson di stare fermo troppo a lungo in un determinato posto, e quindi di quella voglia che lo sprona a vagabondare continuamente di città in città, così come effettivamente fece in vita.